# Testkép

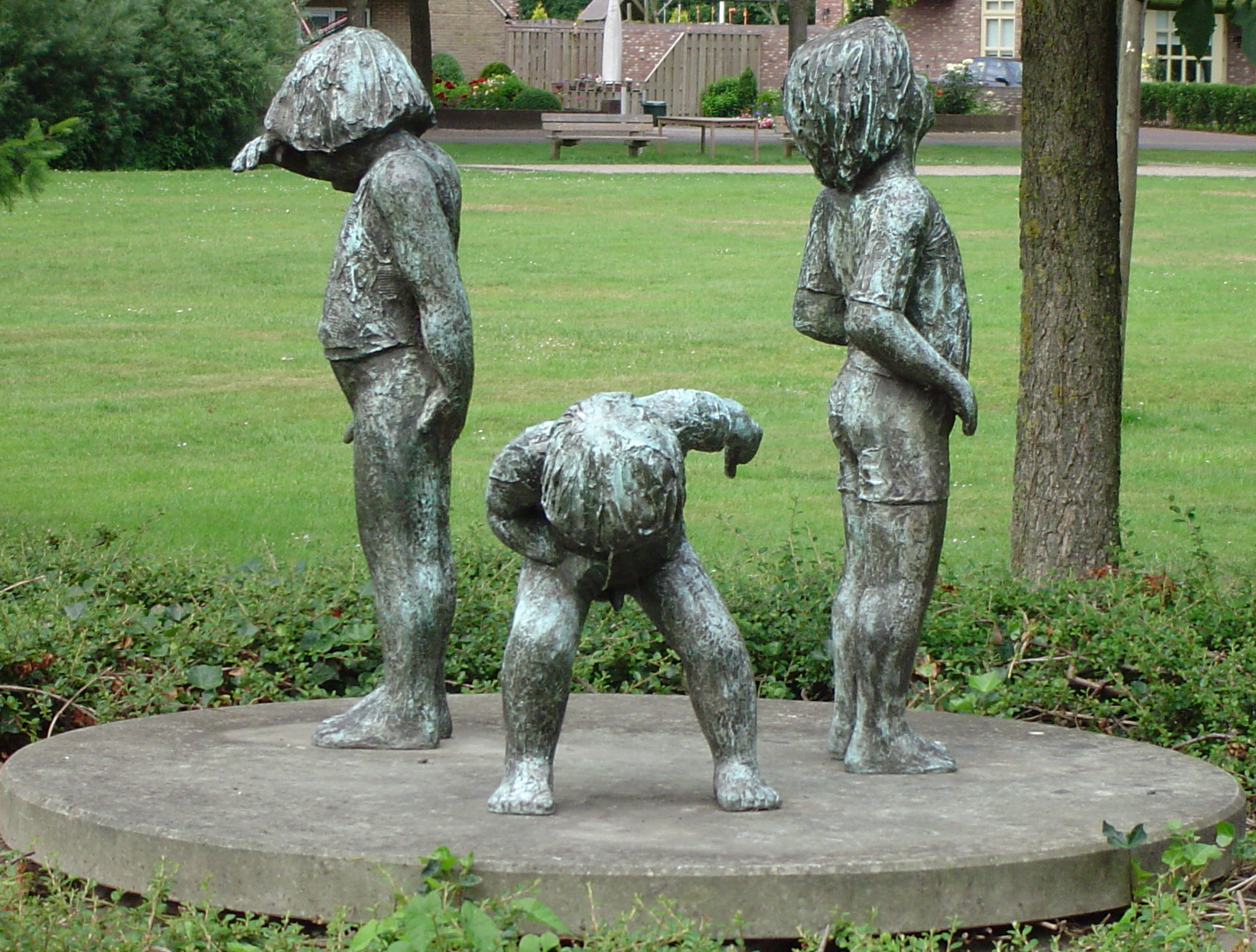
A testkép kialakulása már gyermekkorban elkezdődik, a saját test felfedezésével. (Joanika Ring: Children and discovery (bronz), 1995)

A testkép (angolul: body image) az ember saját testének szubjektív megtapasztalása, a test esztétikai vagy szexuális vonzerejének megélése. A body image kifejezést először Paul Schilder osztrák neurológus és pszichoterapeuta használta The Image and Appearance of the Human Body (1935) című könyvében. Az emberiség történelme során mindig nagy hangsúlyt fektetett az emberi test szépségére, az idők során azonban jelentős változáson ment keresztül a szép emberi test fogalma. Az egyes emberek saját testképét jelentős mértékben befolyásolja az, ahogyan a társadalom meghatározza a szépséget.
A testkép fogalmát számos területen és tudományágban használják, többek között a pszichológiában, az orvostudományban, a pszichiátriában és a pszichoanalízisben, a filozófiában és a feminista mozgalmakban. A nyomtatott és elektronikus sajtó is széles közben szokta használni annak ellenére, hogy nincs egységesen elfogadott meghatározása a kifejezésnek. Az egészségesen ideális testet, amely "etalonként" szolgálhat a valós testkép kialakításához, manapság főleg arányszámokkal - például testtömegindex - illetve ezek táblázataival határozzák meg az egész világon.  Azonban ezek az arányszámok is számos korláttal bírnak.
Az egyes ember személyisége, saját tapasztalatai, illetve a külső (szociális és kulturális) hatások befolyásolják a testkép kialakulását. A testkép általában egy - az adott kultúrára és korra jellemző - ideához viszonyítva alakult ki, ehhez képest jelenik meg valakiben a pozitív vagy negatív testkép. Igen gyakran előfordul, hogy a saját testről kialakult testkép eltér a másokban kialakult testképtől, vagyis ahogy az adott személyt látják, megítélik.
Mint azt az Amerikai Pszichológiai Társaság 2007-es tanulmánya is megállapította, a nyugati kultúrában és a médiában a nők (és a lányok) szexualizálása, a szexista reklámok, a nemi sztereotípiák megjelenítése, a szexualitás felhasználása a reklámokban egyrészt felerősíti és megmerevíti a társadalom elvárásait azzal kapcsolatban, hogy kellene kinézni az embereknek, másrészt nagymértékű feszültséget kelt azok (főleg a fiatalok) körében, akik nem tudnak vagy nem akarnak megfelelni ennek a képnek. A teljesíthetetlen elvárások és az elérhetetlen ideálok vezethetnek a testképzavarokhoz és olyan súlyos betegségekhez, mint az anorexia vagy a bulimia, bár tudományos körökben néhányan aggodalmukat fejezték ki, hogy ezek a megállapítások nem tényeken alapulnak. A testképzavar a férfiakat is érintheti.
A testkép zavarainak súlyos pszichológiai és fiziológiai következményei lehetnek. Dr. Aric Sigman brit biológus kutatásai alapján egyes nők agyában olyan kémiai anyagok jelennek meg egy sovány nő képének megpillantása után, amelyek csökkentik önértékelését és súlyos esetben önutálathoz vezethetnek. A testképzavarral küzdő, negatív testképpel rendelkező személyek (függetlenül attól, hogy mások milyennek látják őket) általában valamilyen módon megpróbálják megváltoztatni saját testüket, például fogyókúrával vagy plasztikai sebészettel.

## Kialakulása és jelentősége
Schilder osztrák pszichológus, Freud tanítványa volt. Részben a freudi énképre, az egora alapozva alkotta meg a testkép fogalmát, amelyet előbb számos tanulmányban, majd az 1935-ben kiadott The Image and Appearance of the Human Body ("Az emberi test képe és megjelenése") könyvében publikált. Schilder meghatározása szerint a testséma és a testkép (Körperschema, Körperbild) kapcsolata:

„...míg a testséma a neuropszichológiai és morfológiai fejlődési folyamatokból alakul ki, a testkép magában foglalja a testhez kapcsolódóan kialakuló ideákat, hiedelmeket, percepciókat és attitűdöket.”

Schilder azt próbálta feltárni, hogyan viszonyul a test tényleges struktúrája, formája, anatómiai modellje az egyénben kialakult testképhez, illetve utóbbinak milyen forrásai (érzékelési, pszichológiai, szociológiai) lehetnek.

„Ekkor jelentkezik az általános probléma, ahogyan a test-kép tükrözi a test struktúráját. Milyen kapcsolat létezik a test anatómiája, valamint a poszturális modellje és a testről kialakult ismereteink között? Elképzelhető, hogy sokkal több van a testképünkben, mint amit tudatosan ismerünk testünkről.”

A testkép gyermekkortól kezdve alakul ki az emberekben, elsősorban a saját test érintés, mozgás és látás alapján történő feltérképezése, valamint a másokkal folytatott érintkezés, kapcsolat és a testi tapasztalatok alapján. A testkép lehet tudatos és tudattalan, lehet aktuális vagy tárol (korábbi emlékeken alapuló).
Françoise Dolto francia gyermekpszichológus hívta fel a figyelmet (1984) a tudattalan testkép kialakulására: a gyermekek korai élményei önmagukról elsősorban a testükhöz kapcsolódnak, a kibontakozó önérzékelés a test fiziológiájána alapul. Az érintésen túl a testkép kialakulásában fontos szerepet játszik a külvilág, gyermekkorban a szülők (elsősorban az anya) tekintete és a bennük kialakult kép, illetve az általuk adott visszajelzés. Kohut (2001) az anya tekintetének csillogásában határozta meg a kiegyensúlyozott személy önszeretetének korai és egy életre szóló forrását.

## A testkép problémái
A negatív testkép kialakulása (pl. hogy valaki kövérnek tartja magát) már a gyermekkorban elkezdődhet és később komoly problémák, betegségek (depresszió, anorexia, bulimia) forrása lehet. A negatív testkép az egyik legfőbb oka annak, hogy valaki változtatni akar a testén, akár fogyókúrával, akár plasztikai sebészeti beavatkozással. Kashubeck-West et al. kutatásai során kimutatta, hogy a fogyni akaró férfiak és nők körében általános a negatív testkép.
Napjainkban jelentős társadalmi vita zajlik arról, milyen hatással vannak a médiában ábrázolt vékony vagy esetenként kórosan sovány hírességek, modellek a fiatalok kialakulófélben lévő testképére. Számos javaslat született arra vonatkozóan, hogy a túlságosan sovány modelleket ne alkalmazzák vagy tiltsák ki a kifutókról és a divatlapokról. Naomi Wolf A szépség mítosza című könyvében beszámolt arról, hogy 33 000 amerikai nő közölte a kutatókkal, hogy inkább 5-7 kilót fogynának, mint bármilyen más célkitűzést megvalósítsanak. A média által ábrázolt modellek miatt ma a soványságot nem csak a szépséggel, hanem a népszerűséggel, sikerességgel és a boldogsággal is összekapcsolják az emberek. A testkép és a szociális-társadalmi elvárások, behatások súlyát mutatja, hogy amikor kutatók egyetemi hallgatóknak sovány nők képeit mutatták, akkor a kutatási alanyok elégedettsége saját testükkel csökkent, ugyanakkor azok, akik duci vagy túlsúlyos nők képeit látták, azok elégedettségi szintje nőtt.
A férfiak testképe csak nemrégiben került a tudományos és a közvélemény érdeklődésének középpontjába. A férfi testképzavarok középpontjában az izomzat fejlettsége áll, mivel tanulmányok alapján a férfiak átlagosan 10–13 kg izomzatot szeretnének felszedni, elsősorban szintén a társadalomban kialakult eszményi férfi képe, illetve a médiában ábrázolt izmos (és vékony) férfimodellek hatására. A kutatások alapján ennek a testképnek a kialakulása is gyermekkorban kezdődhet, mivel a fiúk számára készített akcióhősök, játékmodellek szinte minden esetben, néha groteszkül izmos alakokat ábrázolnak.
A testkép zavarainak, megváltozásának kezelése, vagy éppen az aktuális és tárolt testkép közötti különbségek, feszültségek feloldása nagy szerepet játszik a daganatos vagy amputált betegek utókezelésében.

### Fordítás
Ez a szócikk részben vagy egészben  a   Body image című angol Wikipédia-szócikk ezen változatának fordításán alapul.  Az eredeti cikk szerkesztőit annak laptörténete sorolja fel. Ez a jelzés csupán a megfogalmazás eredetét és a szerzői jogokat jelzi, nem szolgál a cikkben szereplő információk forrásmegjelöléseként.